# Barakonyi Károly

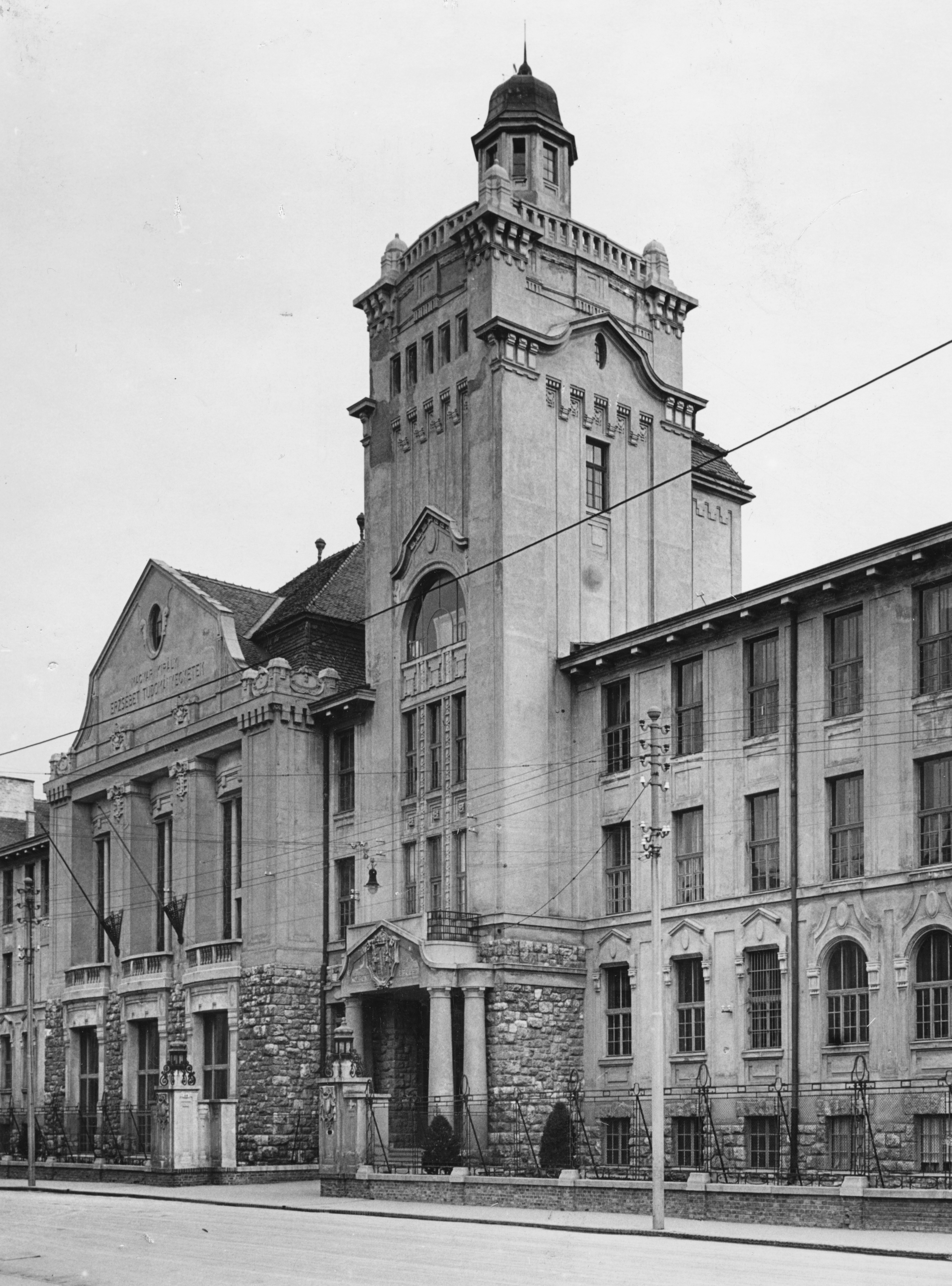
1974-2018 között a Pécsi Tudományegyetemen tanított.

Barakonyi Károly (Pécs, 1938. október 7.) magyar okleveles villamosmérnök és gazdasági mérnök (jelenleg professor emeritus a Pécsi Tudományegyetem Közgazdaságtudományi Karán és címzetes egyetemi tanár a Szegedi Tudományegyetem, GTK, Üzleti Tudományok Intézeténél).

## Életpályája
A Nagy Lajos gimnáziumban érettségizett (1957). A Budapesti Műszaki Egyetemen szerzett villamosmérnöki (1962), majd kitüntetéses gazdasági mérnöki diplomát (1968). A DÉDÁSZ üzemmérnöke (1962-64), szerelési osztályvezetője (1964-68), terv- és közgazdasági osztályvezetője (1968-74). 1974-től a PTE (és jogelődjei) tanára, a Közgazdaságtudományi Kar egyetemi adjunktusa, docense (1979), tanára (1990), professor emeritusa (2008), rektor emeritusa. Az ország első stratégiai menedzsment tanszékének alapítója és vezetője. Soros- és PENN ösztöndíjjal 1989-91-ben, majd 1991-92-ben Fulbright-ösztöndíjjal Visiting Professorként a University of Pennsylvania egyetemen kutatott (The Wharton School of Business 1989-90, 1991-92). 
Több intézményben  oktatott (mester és PhD szinten), elsősorban stratégiai tervezés és menedzsment, stratégiai döntési, szervezeti kultúra és felsőoktatási menedzsment témákat. Az MTA Szervezés- és Vezetéstudományi bizottságát két cikluson át elnökként vezette. A Janus Pannonius Tudományegyetem rektora (1994-97). Széchenyi István (1999-2002) és Jean Monnet professzori ösztöndíjas (2000-2003). A Szegedi Tudományegyetem kinevezett professzora (2006-2014). A Világbank felsőoktatási szakértője.
A Strategy-XL Bt ügyvezetője, a Szikra Nyomda FB tagja, a Zsolnay Rt igazgatósági tagja, a Délalföldi Erdőgazdaság FB tagja, a DÉDÁSZ Tanácsadó Bizottságának tagja volt.

## Diplomái, tudományos fokozatai
- Okleveles villamosmérnök, Budapesti Műszaki Egyetem (1962)
- Okleveles gazdasági mérnök, Budapesti Műszaki Egyetem (1968)
- Dr. Univ, Marx Károly Közgazdaságtudományi Egyetem (1974)
- Közgazdaságtudomány kandidátusa, MTA (1978)
- Közgazdaságtudomány doktora, MTA (1988)

## Nyelvismerete
- Orosz nyelv (szakmai anyaggal bővített felsőfok
- Angol nyelv (szakmai anyaggal bővített középfok)
- Angol nyelv (általános középfok)

## Fontosabb művei
- Vállalati tervezés (I-V. kötet, szerző és sorozatszerkesztő)
- Döntési Játékok (Mellár Tamásnéval)
- Számítógépes vállalati tervezés (Bp. 1984), Nívódíj
- Táblázatkezelő rendszerek (Bp. 1987, új bővített kiadás 1988)
- Személyi számítógéppel támogatott vállalati tervezés (Bp. 1988)
- Framework (Bp. 1988)
- A Framework II. használata (Bp. 1989)
- A vállalati tervezés technológiája (MTA doktori értekezés, 1987)
- Stratégiai management (Bp. 1991,1993, 1994, társszerző Prof. Peter Lorange)
- Excel 4 for Windows (Bp. 1993)
- Expert Choice, Pécs 1993
- Exploring and Changing Corporate Culture in Hungary (Prága, 1995)
- University Management (Pécs, 1997)
- Stratégiai döntések (Pécs, 1998, 2004)
- Stratégiai tervezés (sorozatszerkesztő, “Stratégiaalkotás” sorozat I. kötet) (Bp, 1999, 2002, 2008, e-book kiadás 2012)
- Stratégiai menedzsment (“Stratégiaalkotás” sorozat II. kötet) (Bp, 2000, 2002, 2008, e-book kiadás 2012)
- Vállalati kultúra (“Stratégiaalkotás” sorozat III. kötet, Bp, 2004, Borgulya Istvánnéval, e-book kiadás 2012)
- Rendszerváltás a felsőoktatásban – Bologna folyamat, modernizáció (Bp, 2004)
- Bologna „Hungaricum” – Diagnózis és terápia (Bp, 2009)

## Kitüntetések
- Kiváló munkáért (1968, 1972, 1986)
- Kiváló Ifjú Mérnök (1964-1970 között, 5 alkalommal)
- Baranya megye Tudományos díja (2000)
- Szent-Györgyi-Albert díj (2003)
- Magyar Köztársaság Érdemrend tisztikeresztje (2006)
- „A Pécsi Közgazdászképzésért” arany plakett (2008)
- A Pécsi Tudományegyetem aranygyűrűje (2018)

## Az általa oktatott tárgyak
- Áruforgalom tervezése
- áruforgalom szervezése
- vállalati tervezés
- döntési játékok
- stratégiai tervezés
- stratégiai menedzsment
- Európa tanulmányok
- nemzetközi menedzsment
- International Strategic Management
- felsőoktatás-politika
- felsőoktatási menedzsment
- Európai Felsőoktatási Térség
- vállalati kultúra
- stratégiai döntések
- Expert Choice

## Közéleti szerepvállalása
- Stratégiai Menedzsment tanszék alapítása és vezetése
- A Janus Pannonius Tudományegyetem rektora
- MTA PAB tagja (1978-tól)
- MTA Köztestület tagja
- 2007-től (két cikluson át) az MTA Szervezés- és Vezetéstudományi Bizottság választott elnöke
- MTA Gazdálkodástudományi Bizottság választott tagja
- MTA köztestület választott közgyűlési küldötte
- Az MKT tagja
- Az SZVT vezetőségi tagja
- Az NJSZT vezetőségi tagja
- 1993-tól a PTE KTK Gazdálkodástudományi Doktori Iskola alapítója, oktatója, témavezetője
- 1994-től 2011-ig a Felsőoktatási és Tudományos Tanács tagja
- 2006-tól a PTE Neveléstudományi Doktori Iskola alapító törzstagja, oktatója, témavezetője.
- A Szegedi Tudományegyetem Gazdálkodástani Doktori Iskola témavezetője
- A Nemzeti Közszolgálati Egyetem Hadtudományi Kar Doktori Iskola tagja, előadója
- EAIR (European Association of Institutional Research) tagja
- ASHE (Association of the Study of Higher Education) egyesület tagja
- MTA Gazdálkodástudományi Minősítő Bizottság tagja
- JPTE, PTE Egyetemi tanács, kari tanács és bizottságok tagja
- Magyar Bologna Bizottság tagja
- Magyar Akkreditációs Bizottság tagja
- Magyar Felsőoktatás, Vezetéstudomány folyóiratok tanácsadó testületének tagja
- Szegedi Tudományegyetem Tudományos Tanácsa tagja
- A Magyar Rektori Konferencia grémium tagja (1994-97)
- A Duna Rektori Konferencia vezetőségi tagja
- Világ Rektorainak Konferenciája
- Az Alpok-Adria Rektori Konferencia elnöke
- Az Európai Bizottság ESMU (European Committee for Strategic Management of Universities) bizottságának vezetőségi tagja

## Filmművészet, fotográfia
Az amatőrfilmezéssel a 70-es évek elején foglalkozott: az 1972/1973-as területi amatőr-film szemlék aranyérmese, az MTV pályázatás 3. díjat nyert, a 200 éves püspöki Klimó könyvtárról készített dokumentumfilmje az országos amatőrfilm-fesztivál különdíjasa lett.
A fotózással aktívan egyetemi évei alatt kezdett foglalkozni. 2013-ban lépett be a Mecseki Fotóklubba (MFK). 2014-től rendszeres résztvevője a FIAP (az UNESCO mellett működő Nemzetközi Fotóművészeti Szövetség – Fédération Internationale de l'Art Photographique) és a hazai MAFOSZ (Magyar Fotóművészeti Alkotócsoportok Országos Szövetsége) által akkreditált fotószalonoknak. Tagja a Magyar Fotóművészek Világszövetségének. Nevéhez kötődik a város, az egyetem és az MFK „Sopianae Int’l Photo Salon” (a MAFOSZ és a FIAP védnökségű) sorozat elindítása, megszervezése, lebonyolítása.
2016-ban kapta meg a hazai “MAFOSZ fotóművésze”, majd 2018-ban annak bronz, 2019-ben ezüst fokozatú minősítését. 2016-ban elnyerte a FIAP ”Fotóművésze”, 2017-ben az EFIAP “Kiváló Fotóművésze” diplomáját, majd 2018-ban annak bronz, 2019 pedig ezüst fokozatát. 2018-ban a hazai “Év fotográfusa” minősítő rendszerben a 3. helyre értékelték. 2019-ben tagja volt az "Év Fotóművészeti Alkotócsoportja” I. helyezést elért Mecseki Fotóklubnak. Fotóit hazai és nemzetközi FIAP szalonokon ez ideig 59 országban 919 alkalommal állították ki, képeit 65 díjjal tüntették ki.

## Sporttevékenység
Általános iskolában kezdett el a PVSK-ban kezdett versenyszerűen tornászni Várkői Ferenc edző keze alatt, számos aranyérmet és helyezést szerzett. Tagja volt a vasutas válogatottnak, az országos ifjúsági válogatottnak. Ez utóbbi tagjaként 1957-ben részt vett a Moszkvai Világifjúsági Találkozón, ahol lóugrásban bronzérmet, talajon 6. helyezést ért el. 1957 őszétől a római olimpiára készülő tornászkeret tagja lett, ahonnan egy súlyos gerincsérülés miatt kellett kimaradnia. A Budapesti Műszaki Egyetem kajakbajnokságán I. lett, a BME “Jó Tanuló, Jó Sportoló” versenyében az 5. helyen végzett. Az Orfűi Vitorlás Egyesület és a fonyódi Port Lacaj Túravitorlázó Klub tagja.